# 海鲁勒尼扎姆·阿凡迪
海鲁勒尼扎姆·本·穆赫德·阿凡迪（1993年5月27日—），生于吉打，马来西亚男子帆船运动员，2014年亚洲运动会男子激光级银牌得主、2018年亚洲运动会男子激光级银牌得主。